# 石家庄市盛世长安小学
石家庄市盛世长安小学位于石家庄市长安区。石家庄市盛世长安小学成立于2009年9月1日，是北京第二实验小学的分校。该校于2008年4月27日由北京景旭房地产开发有限公司承建，2009年5月在省市区政府的关注下，正式移交长安区政府，并于9月1日投入使用，成为一所隶属长安区教育局的国办小学。学校占地面积10000平方米，建筑面积8448平方米。

## 招生范围
翟营北大街至盛世长安小区西侧路（未命名），和平东路至光华路。